# Bérénice Hebenstreit
Bérénice Hebenstreit (* 1987 in Wien) ist eine österreichische Theaterregisseurin.

## Leben
Hebenstreit wuchs in Gutenstein/Niederösterreich auf. Sie besuchte die Klasse für Grafik und Kommunikationsdesign an der HTBLA Ortwein in Graz und studierte anschließend Theater-, Film- und Medienwissenschaft an der Universität Wien sowie an der Concordia University in Montreal. Nach Beendigung ihres Studiums arbeitete sie als Regieassistentin am Burgtheater, Schauspielhaus Graz und am Volkstheater Wien. Seit der Saison 2017/18 ist sie als freie Regisseurin tätig, u. a. am Volkstheater Wien, Landestheater Linz und Vorarlberger Landestheater.
Neben ihrer Theaterarbeit ist Bérénice Hebenstreit Aktivistin bei Attac.

## Inszenierungen
- 2016 Judas von Lot Vekemans, Rote Bar – Volkstheater Wien[3]
- 2017 Superheldinnen Uraufführung nach dem Roman von Barbi Marković, Volx/Margareten – Volkstheater Wien
- 2018 Pech gehabt, Marie, Theater Drachengasse, Wien (Finalistin im Nachwuchswettbewerb)[4]
- 2019 Watschenmann Uraufführung nach einem Roman von Karin Peschka, Volx/Margareten – Volkstheater Wien[5][6][7]
- 2019 Idomeneus von Roland Schimmelpfennig, Studiobühne – Landestheater Linz[8]
- 2019 Der Flüchtling von Fritz Hochwälder, Vorarlberger Landestheater
- 2019 Vevi Uraufführung, von Erica Lillegg, Vorarlberger Landestheater[9]
- 2020 Urfaust / FaustIn and out von J.W. Goethe / Elfriede Jelinek, Volx Margareten – Volkstheater Wien[10][11][12]
- 2021 Der zerbrochne Krug von Heinrich von Kleist, Kammerspiele – Landestheater Linz[13]
- 2021 Sprich nur ein Wort Uraufführung, von Maximilian Lang, Vorarlberger Landestheater[14]
- 2021 Wir reden über Polke, das sieht man doch! Uraufführung, von Gerhard Meister, Vorarlberger Landestheater[15]
- 2022 Die heilige Johanna der Schlachthöfe von Bert Brecht, Vorarlberger Landestheater
- 2023 Moskitos von Lucy Kirkwod, Staatstheater Nürnberg
- 2023 Adern von Lisa Wentz, Tiroler Landestheater
- 2023 Der Nebel von Dybern Österreichische Erstaufführung, von Maria Lazar, Theater Hamakom Nestroyhof[16]
- 2024 Stromberger oder Bilder von allem von Gerhild Steinbuch, Uraufführung am 2. März 2024 am Vorarlberger Landestheater über die Widerstandskämpferin Maria Stromberger[17][18]
- 2024 Hugo, das Kind in den besten Jahren Uraufführung von Christine Nöstlinger, Schauspiel Erlangen
- 2025 Rechnitz (Der Würgeengel) von Elfriede Jelinek, Vorarlberger Landestheater

## Auszeichnungen
- 2018 Nominierung beim Nachtkritik Theatertreffen für Superheldinnen am Volx/Margareten.[19]
- 2020 Auszeichnung mit dem Nestroypreis in der Kategorie Bester Nachwuchs weiblich für Urfaust / FaustIn and out am Volx/Margareten[20][21][22]
- 2020 Stella*20 für Herausragende Ausstattung für MIRA KÖNIG für Bühne und Kostüme von VEVI (Erica Lillegg), Vorarlberger Landestheater[23]
- 2021 Nennung in der Kritiker*innenumfrage von THEATER HEUTE als Bester Nachwuchs Regie, von Margarete Affenzeller[24]
- 2021 Nominierung für den Nestroypreis in der Kategorie Beste Bundesländer-Aufführung mit Der zerbrochne Krug am Landestheater Linz[25]